# 1983年の読売ジャイアンツ
1983年の読売ジャイアンツ（1983ねんのよみうりジャイアンツ）では、1983年の読売ジャイアンツの動向をまとめる。
この年の読売ジャイアンツは、藤田元司監督の3年目のシーズンである。

## 概要
チームは現役大リーガーのレジー・スミスを獲得して打線の強化を図り、開幕前から優勝候補にあげられた。大洋との開幕戦を西本聖が完投勝利で飾ると、続く2戦目は3年目の駒田徳広が右田一彦からプロ入り初の本塁打を満塁本塁打で飾るなど開幕から5連勝。さらに2年目の槙原寛己が対阪神戦で初勝利を完封で飾り、槙原と同期の吉村禎章が代打の切り札として一軍に定着した。「50番トリオ」に引っ張られるように江川卓や定岡正二などの投手陣も活躍し、また打線ではスミスや原辰徳が本塁打や打点を量産した。チームは5月まで首位を独走したが、6月に定岡が腰痛で登録抹消。定岡の離脱以降、先発陣が勝ち星に見放されるなど投手陣が崩壊した巨人は首位の座を広島に明け渡し、前半戦を2位で終了。後半戦は広島の息切れもあり8月以降再び首位に立ち、この年盗塁王の松本匡史、打点王とMVPの原、新外国人のスミスなど打撃陣の活躍もありチームは2年ぶりの優勝を達成。投手陣は2年目の槙原が12勝で新人王となり、江川・西本と新三本柱を形成したがチーム防御率は3.65まで落ち込んだ。打撃陣はスミスの加入もあり622得点とリーグ1位で、打率もリーグ1位だった。日本シリーズは巨人OBの広岡達朗監督率いる西武との対決となり、第3戦で中畑清、第5戦でヘクター・クルーズがサヨナラ打を放ち王手をかけ、第6戦も9回に中畑の三塁打で逆転したが、その裏に抑えで投入した西本が捕まり同点にされると、続く10回には江川が西武の伏兵・金森栄治にサヨナラ打を浴びて撃沈。第7戦は2点をリードするも7回に西本がテリーに痛恨の逆転3点打を打たれ、日本一奪回はならなかった。藤田監督はこの年を最後に勇退し、後任には王貞治助監督が昇格した。堀内恒夫がこの年をもって現役を引退した。

## チーム成績

### レギュラーシーズン
| 1 | 中 | 松本匡史 |
| 2 | 遊 | 河埜和正 |
| 3 | 二 | 篠塚利夫 |
| 4 | 三 | 原辰徳   |
| 5 | 左 | スミス   |
| 6 | 一 | 中畑清   |
| 7 | 右 | 淡口憲治 |
| 8 | 捕 | 山倉和博 |
| 9 | 投 | 西本聖   |

| 順位 | 4月終了時 | 4月終了時 | 5月終了時 | 5月終了時 | 6月終了時 | 6月終了時 | 7月終了時 | 7月終了時 | 8月終了時 | 8月終了時 | 9月終了時 | 9月終了時 | 最終成績 | 最終成績 |
| ---- | --------- | --------- | --------- | --------- | --------- | --------- | --------- | --------- | --------- | --------- | --------- | --------- | -------- | -------- |
| 1位  | 巨人      | --        | 巨人      | --        | 巨人      | --        | 広島      | --        | 巨人      | --        | 巨人      | --        | 巨人     | --       |
| 2位  | 阪神      | 3.5       | 広島      | 8.0       | 広島      | 5.0       | 巨人      | 0.5       | 広島      | 6.0       | 広島      | 7.5       | 広島     | 6.0      |
| 3位  | 中日      | 5.0       | 阪神      | 12.5      | ヤクルト  | 12.5      | ヤクルト  | 11.5      | 中日      | 12.5      | 大洋      | 15.0      | 大洋     | 11.0     |
| 4位  | 広島      | 5.5       | ヤクルト  | 13.0      | 中日      | 14.0      | 大洋      | 12.5      | 大洋      | 13.0      | 中日      | 15.0      | 阪神     | 11.5     |
| 5位  | ヤクルト  | 5.5       | 大洋      | 16.0      | 大洋      | 14.0      | 阪神      | 12.5      | 阪神      | 14.0      | 阪神      | 15.5      | 中日     | 18.5     |
| 6位  | 大洋      | 7.5       | 中日      | 16.5      | 阪神      | 14.5      | 中日      | 14.0      | ヤクルト  | 14.5      | ヤクルト  | 19.0      | ヤクルト | 19.0     |

| 順位 | 球団               | 勝 | 敗 | 分 | 勝率 | 差   |
| 1位  | 読売ジャイアンツ   | 72 | 50 | 8  | .590 | 優勝 |
| 2位  | 広島東洋カープ     | 65 | 55 | 10 | .542 | 6.0  |
| 3位  | 横浜大洋ホエールズ | 61 | 61 | 8  | .500 | 11.0 |
| 4位  | 阪神タイガース     | 62 | 63 | 5  | .496 | 11.5 |
| 5位  | 中日ドラゴンズ     | 54 | 69 | 7  | .439 | 18.5 |
| 6位  | ヤクルトスワローズ | 53 | 69 | 8  | .434 | 19.0 |

### 日本シリーズ
| 日付                                 | 試合   | ビジター球団（先攻） | スコア   | ホーム球団（後攻） | 開催球場           |
| ------------------------------------ | ------ | -------------------- | -------- | ------------------ | ------------------ |
| 10月29日（土）                       | 第1戦  | 読売ジャイアンツ     | 3 - 6    | 西武ライオンズ     | 西武ライオンズ球場 |
| 10月30日（日）                       | 第2戦  | 読売ジャイアンツ     | 4 - 0    | 西武ライオンズ     | 西武ライオンズ球場 |
| 10月31日（月）                       | 移動日 | 移動日               | 移動日   | 移動日             | 移動日             |
| 11月1日（火）                        | 第3戦  | 西武ライオンズ       | 4 - 5x   | 読売ジャイアンツ   | 後楽園球場         |
| 11月2日（水）                        | 第4戦  | 西武ライオンズ       | 7 - 4    | 読売ジャイアンツ   | 後楽園球場         |
| 11月3日（木）                        | 第5戦  | 西武ライオンズ       | 2 - 5x   | 読売ジャイアンツ   | 後楽園球場         |
| 11月4日（金）                        | 移動日 | 移動日               | 移動日   | 移動日             | 移動日             |
| 11月5日（土）                        | 第6戦  | 読売ジャイアンツ     | 3 - 4x   | 西武ライオンズ     | 西武ライオンズ球場 |
| 11月6日（日）                        | 第7戦  | 雨天中止             | 雨天中止 | 雨天中止           | 西武ライオンズ球場 |
| 11月7日（月）                        | 第7戦  | 読売ジャイアンツ     | 2 - 3    | 西武ライオンズ     | 西武ライオンズ球場 |
| 優勝：西武ライオンズ（2年連続5回目） |        |                      |          |                    |                    |

## オールスターゲーム1983
- 選出選手及びスタッフ

| ポジション | 名前     | 選出回数 |
| ---------- | -------- | -------- |
| コーチ     | 藤田元司 |          |
| 投手       | 西本聖   | 4        |
| 投手       | 江川卓   | 4        |
| 投手       | 角三男   | 2        |
| 捕手       | 山倉和博 | 3        |
| 一塁手     | 中畑清   | 3        |
| 二塁手     | 篠塚利夫 | 2        |
| 三塁手     | 原辰徳   | 3        |
| 遊撃手     | 河埜和正 | 4        |
| 外野手     | 松本匡史 | 3        |

- 太字はファン投票による選出。

## 表彰選手
- 最優秀選手：原辰徳（初受賞）
- 新人王：槙原寛己
- 打点王：原辰徳（103打点、初受賞）
- 盗塁王：松本匡史（76盗塁、2年連続2度目）
- ベストナイン：

山倉和博（捕手、2年ぶり2度目）
原辰徳（三塁手、初受賞）
松本匡史（外野手、初受賞）
- ダイヤモンドグラブ賞：

西本聖（投手、5年連続5度目）
山倉和博（捕手、2年ぶり2度目）
中畑清（一塁手、2年連続2度目）
松本匡史（外野手、3年連続3度目）

## ドラフト
| 順位 | 選手名     | ポジション | 所属         | 結果 |
| ---- | ---------- | ---------- | ------------ | ---- |
| 1位  | 水野雄仁   | 投手       | 徳島・池田高 | 入団 |
| 2位  | 香田勲男   | 投手       | 佐世保工業高 | 入団 |
| 3位  | 林哲雄     | 内野手     | 岐阜第一高   | 入団 |
| 4位  | 加茂川重治 | 投手       | 茨城東高     | 入団 |
| 5位  | 福島敬光   | 内野手     | 荒尾高       | 入団 |
| 6位  | 上福元勤   | 内野手     | 早稲田実業高 | 入団 |